# Forquilha
Forquilha là một đô thị thuộc bang Ceará, Brasil. Đô thị này có diện tích 516,988 km², dân số năm 2007 là 20012 người, mật độ 38,71 người/km².
Đến năm 2022, dân số tại đây là 24.173 người.